# Llista de Monuments Històrics de Romania

Emblema de monument històric

La Llista de Monuments Històrics de Romania (en romanès: Lista Monumentelor Istorice (LMI)) és el nom oficial en anglès de la llista de llocs de patrimoni nacional d'acord amb el govern de Romania coneguda com a Monumente istorice.
A Romania els monuments històrics inclouen llocs, edificis, estructures i objectes considerats dignes de conservació a causa de la importància del seu patrimoni cultural romanès. La llista fou creada el 2004 i conté llocs designats pel Ministeri de Cultura i Patrimoni Nacional de Romania i mantinguts per l'Institut Nacional de Monuments Històrics de Romania, com a rellevants de la importància històrica nacional.

## Monuments històrics a Romania per comtat
A partir del 2010, hi havia 29.540 entrades llistades individualment. D’aquests, 2.621 són a Bucarest; 1.630 a Iaşi; 1.381 a Cluj; 1.239 a Dâmboviţa; 1.069 a Prahova; 1.023 a Argeș; 1.017 a Mures; 1.014 a Sibiu; 983 a Braşov; 865 a Buzău; 833 a Caraş-Severin; 790 a Vâlcea; 765 a Bistriţa-Năsăud; 758 a Olt; 740 a Harghita; 724 a Ilfov; 699 a Dolj; 684 a Constanţa; 679 a Alba; 588 a Covasna; 582 a Maramureș; 569 a Mehedinţi; 567 a Tulcea; 544 a Sălaj; 542 a Giurgiu; 537 a Neamţ; 520 a Hunedoara; 517 a Suceava; 509 a Botoşani; 501 a Gorj; 435 a Bihor; 434 a Vaslui; 427 a Vrancea; 413 a Arad; 393 a Teleorman; 364 a Bacău; 338 a Timiș; 310 a Satu Mare; 284 a Călăraşi; 263 a Galaţi; 218 a Ialomiţa; 171 a Brăila.

## Codi LMI
El codi LMI (Llista del codi de monuments històrics) identifica de manera única un monument històric o un jaciment arqueològic i inclou, per aquest ordre:
- Codi de comtat de Romania, mitjançant ISO 3166-2: RO
- Un número romà que indica el tipus de monument:
  - I: arqueològic
  - II: arquitectònic
  - III: monuments públics (per exemple, estàtues)
  - IV: memorials i làpides
- Una lletra minúscula: m per a un monument individual, a per a un conjunt i s per a un jaciment arqueològic
- Una majúscula: A per a monuments d’interès nacional, B per a interès local
- Un número de sèrie de cinc dígits. Si el lloc forma part d'un conjunt, s'indica amb un punt decimal seguit de 01, 02, etc.

Per exemple, IS-II-aA-03806 és el codi LMI del monestir de Cetățuia. IS indica que el lloc es troba a la província de Iași. II indica que és un monument arquitectònic, que és un conjunt, que és d’interès nacional i 03806 és el seu codi únic. El conjunt té sis llocs individuals, de manera que, per exemple, el campanar del monestir, el cinquè lloc enumerat, té el codi IS-II-mA-03806.05.
Els llocs també poden tenir un codi RAN, que indica que formen part del registre arqueològic nacional (Repertoriul Arheologic Național), un registre que inclou llocs amb potencial arqueològic, llocs on s'han dut a terme excavacions arqueològiques o jaciments arqueològics arruïnats.